# 請願車站
在日本，請願車站（日语：／ Seigan-eki */?），指的是鐵路業者或國家所規劃設立的車站之外，由地方自治體、當地居民或企業等所請求建立的車站。

## 概要
一般而言，請願車站大部分或全部建設成本會由新站周邊的地方政府或企業承擔。目前日本的鐵路網除了新幹線幾乎沒有新的大規模擴建，而在鐵路公司原本不打算建站的地方設站的話，其成本由受益者（請求設新站的居民和企業）應該承擔的前提進行建站的。對於居民來說，車站的設立有望提高車站周邊地區的便利性和活力，從而產生經濟效益。
日本最早的請願站是1896年1月20日在官設鐵道信越本線（現 信濃鐵道的信濃鐵道線）上的大屋車站，由長野縣諏訪郡一帶的蠶絲業者請求明治政府建站，以降低生絲運輸到橫濱港的所需時間。

## 請願車站列表

### JR（新幹線）
註1：依車站啟用日排序
註2：「※」符號為新幹線設站前已設有在來線車站
- 三島車站（JR東海）※
- 新花卷車站（JR東日本）
- 水澤江刺車站（JR東日本）
- 新富士車站（JR東海）
- 掛川車站（JR東海）※
- 三河安城車站（JR東海）
- 新尾道車站（JR西日本）
- 東廣島車站（JR西日本）
- 栗駒高原車站（JR東日本）
- 厚狹車站（JR西日本）※
- 本庄早稻田車站（JR東日本）

### JR（在來線）

#### JR北海道
- 大麻車站（國鐵時請願車站）[5]
- 森林公園車站
- 星見車站[6]
- 札幌啤酒庭園車站[6]
- 北海道醫療大學車站[7]
- 新富士車站
- 綠丘車站
- 西留邊蘂車站[6]
- ROYCE' Town車站
- 名寄高校車站[註 1]

#### JR東日本
依都道府縣順序排列
- WeSPa椿山車站
- 紫波中央車站
- 秋田白神車站
- 井川櫻車站
- 石卷步野車站
- 泉外旭川車站
- 岩城港車站
- 平石車站
- 萬石浦車站
- 國府多賀城車站
- 小鶴新田車站
- 太子堂車站
- 東照宮車站
- 北山車站
- 東北福祉大前車站
- 国見車站
- 葛岡車站
- 有備館車站
- 天童南車站
- 郡山富田車站

- 高崎問屋町車站
- 小野上温泉車站
- 前橋大島車站
- 常陸野牛久車站
- 玉戶車站
- 大和車站
- 土呂車站
- 埼玉新都心車站
- 北上尾車站
- 北浦和車站 [註 2]
- 南浦和車站 [註 3]
- 越谷Laketown車站
- 吉川美南車站
- 北柏車站
- 東松戶車站 [註 4]
- 幕張豐砂車站
- 東小金井車站 [註 5]
- 西府車站
- 八王子南野車站
- 東戶塚車站
- 武藏小杉車站 [註 6]

- 小田榮車站
- 古淵車站
- 青山車站
- 内野西丘車站
- 皋月野車站
- 鈴蘭之里車站
- 美里車站
- 今井車站
- 平田車站

#### JR東海
- 逢妻車站
- 東静岡車站
- 安倍川車站
- 愛野車站
- 御厨車站
- 豐田町車站
- 長泉納米里車站
- 西岡崎車站
- 春田車站
- 朝日車站
- 相見車站
- 野田新町車站
- 三河安城車站

#### JR西日本
- 姬路別所車站
- 甲南山手車站
- 立花車站（鐵道省）
- 栗東車站
- 南草津車站
- 瀨田車站（國鐵）
- 小野車站
- 圓町車站
- 太秦車站
- 六地藏車站
- JR藤森車站
- 松井山手車站
- JR五位堂車站
- 北長瀨車站
- 東部市場前車站
- 吳波多比亞車站
- 西川原車站
- 東山公園車站
- 大町車站
- 安藝長濱車站

- 鳥取大学前車站
- 上菅車站
- 鍼灸大學前車站
- 東尾道車站
- 宮内串戶車站
- 明峰車站
- 野野市車站
- 廣川海灘車站
- 前空車站
- 玉手車站
- 中野東車站
- 戶坂車站
- 阿品車站
- 欽明路車站
- 和木車站
- 梶栗鄉台地車站
- 島本車站
- 播磨勝原車站
- 元町車站（鐵道省）[10]
- 神足車站（現 長岡京車站 鐵道省）

#### JR九州
- 糸島高校前車站
- 平成車站
- 薩摩松元車站（國鐵）
- 富合車站
- 廣木車站
- 西熊本車站
- 新鳥栖車站

### JR以外
註：在每節中，各都道府縣之後是按照日語五十音順序排列的車站名稱。
岩手縣
- 十府浦海岸車站（三陸鐵道谷灣線）

群馬縣
- 板倉東洋大前車站（東武日光線）

茨城縣
- 萬博紀念公園車站（首都圏新都市鐵道筑波快線）

千葉縣
- 流山大鷹之森車站（東武野田線）
- 船橋日大前車站[11]（東葉高速鐵道東葉高速線）
- 村上車站[11]（東葉高速鐵道東葉高速線）
- 有加利丘車站（京成本線）

埼玉縣
- 越谷車站[12]（東武伊勢崎線）
- Socio流通中心車站（秩父鐵道秩父本線）
- 深谷花園車站（秩父鉄道秩父本線）
- 南寄居車站（東武東上本線）[13]

東京都
- 東雲車站（東京臨海高速鐵道臨海線）[14]
- 虎之門Hills車站（東京地下鐵日比谷線）[15]
- 多摩境車站（京王相模原線）

長野縣
- 大屋車站（信濃鐵道信濃鐵道線）

山梨縣
- 都留文科大學前車站（富士山麓電氣鐵道富士急行線）

靜岡縣
- 森町醫院前車站（天龍濱名湖鐵道天龍濱名湖線）

石川縣
- 陽羽里車站（北陸鐵道石川線）

福井縣
- 日華化學前車站（越前鐵道三國蘆原線）
- 八島車站（越前鐵道三國蘆原線）

滋賀縣
- 富士達前車站（近江鐵道本線）
- 河邊之森車站（近江鐵道本線）
- 水口松尾車站（近江鐵道本線）
- 螢幕車站（近江鐵道多賀線）

島根縣
- 湖遊館新站車站（一畑電車北松江線）

熊本縣
- 田浦御立岬公園車站（肥薩橙鐵道線）
- 南阿蘇白川水源車站（南阿蘇鐵道高森線）

## 註解
1. ↑  名寄高校車站為東風連車站遷移並更名，原本的東風連車站在南邊約1.5公里處，並非請願車站，但為學生通勤上學的便利，名寄市與北海道名寄高等學校在2019年向JR北海道請求遷站至學校附近，遷站建設費用由名寄市負擔[8][9]，因此為事實上的請願車站。
2. ↑  鐵道省時期廣義上的請願車站
3. ↑  日本國有鐵道時期廣義上的請願車站
4. ↑  北總鐵道與京成電鐵在1991年即設立車站，JR東日本武藏野線原本沒有規劃設站，但松戶市願意負擔建站費用而請求JR東日本設站，於1998年啟用。
5. ↑  日本國有鐵道時期狹義上的請願車站
6. ↑  神奈川縣川崎市向JR東日本請求在武藏小杉車站增設橫須賀線月台